# Aroostook
Pour les articles homonymes, voir Aroostook (homonymie).
Aroostook (prononcer aroustouk) est un ancien village du Nouveau-Brunswick, au Canada. Il fait partie du village de Southern Victoria depuis la réforme de la gouvernance locale du 1er janvier 2023.

## Toponyme
Aroostook est nommé d'après la rivière Aroostook, dont le nom est probablement dérivé du Malécite-passamaquoddy Woolahstook, signifiant « bonne rivière pour tout ». Le nom du village s'épelait Arestook entre 1852 et 1854 et le bureau de poste a porté le nom Arrostook Junction vers 1885.

## Géographie

### Situation

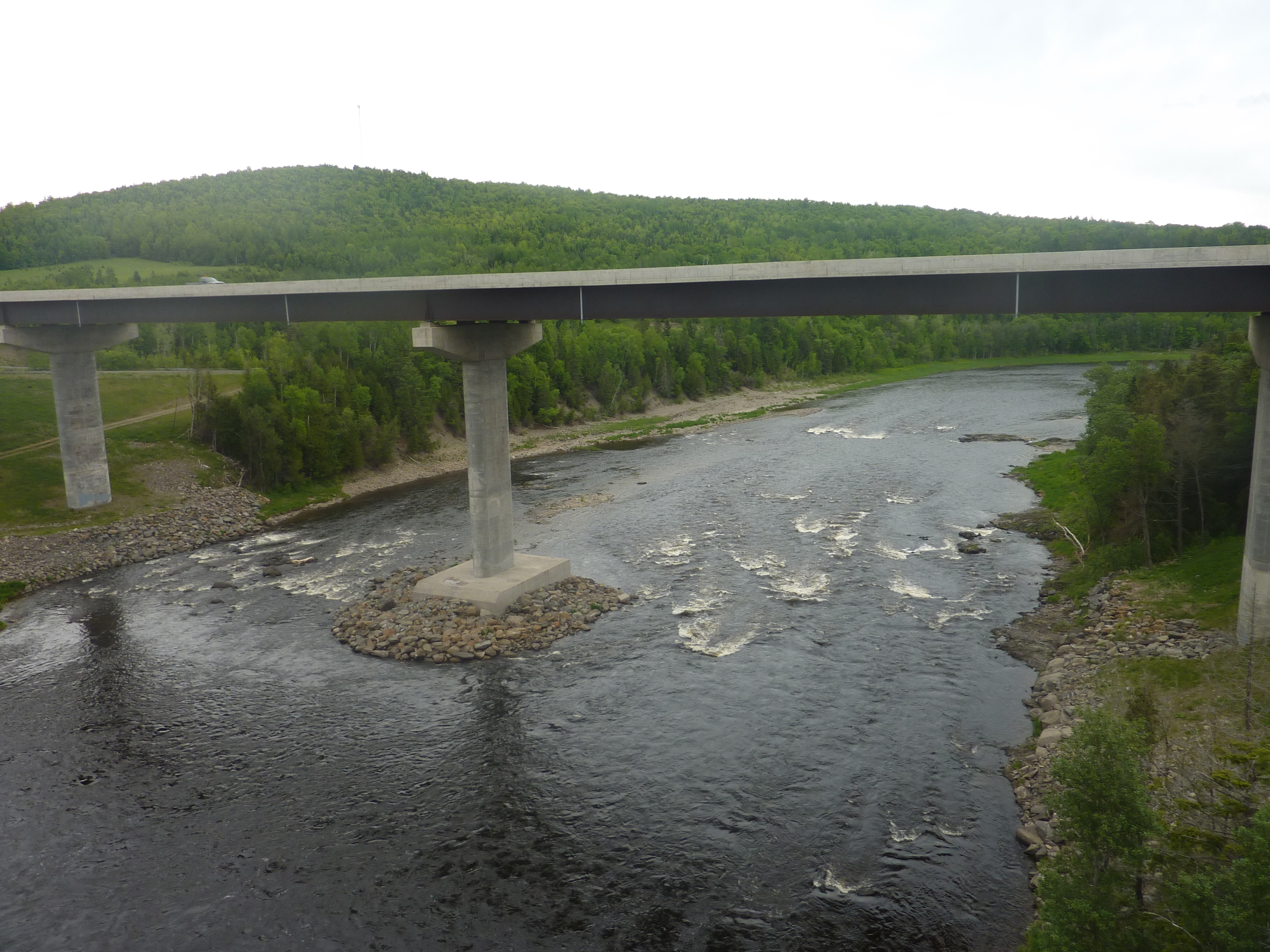
Le pont de la route 2 sur la rivière Aroostook

Aroostook est situé dans le comté de Victoria, à 92 km de route au sud-est d'Edmundston. Le village est bâti le long de la route 130, parallèle à la route 2 (route Transcanadienne), sur la rive droite (ouest) du fleuve Saint-Jean, au sud du confluent avec la rivière Aroostook. La frontière canado-américaine n'est située qu'à 15 km de route au sud-ouest.
Aroostook possède un territoire presque rectangulaire, limitrophe de la paroisse d'Andover au sud et à l'ouest. La paroisse de Grand-Sault se trouve au nord, sur la rive opposée de la rivière Aroostook, tandis que la réserve Tobique 20 de la première nation de Tobique s'élève à l'est, au-delà du fleuve. La paroisse de Denmark est située à moins de 500 m au nord-est, également de l'autre côté du fleuve. Outre Tobique, les municipalités les plus proches sont Plaster Rock, à 8 km au sud, Fort Fairfield, aux États-Unis, à 20 km au sud-ouest, Grand-Sault, à 30 km au nord, ainsi que Plaster Rock, à 47 km au nord-est. Le village a une superficie de 2,24 kilomètres carrés.

### Logement
Le village comptait 159 logements privés en 2006, dont 145 occupés par des résidents habituels. Parmi ces logements, 89,7 % sont individuels, 0,0 % sont jumelés, 0,0 % sont en rangée, 0,0 % sont des appartements ou duplex et 6,9 % sont des immeubles de moins de cinq étages. 86,2 % des logements sont possédés alors que 13,8 % sont loués. 75,9 % ont été construits avant 1986 et 20,7 % ont besoin de réparations majeures. Les logements comptent en moyenne 7,6 pièces et 0,0 % des logements comptent plus d'une personne habitant par pièce. Les logements possédés ont une valeur moyenne de 88 626 $, comparativement à 119 549 $ pour la province.

## Histoire

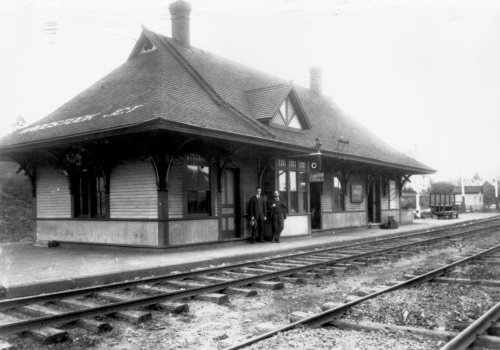
Gare patrimoniale d'Aroostook en 1909

Le bureau de poste d'Arootsook ouvre ses portes en 1852. Deux locomotives d'un train du Canadien Pacifique déraillent le 28 avril 1982, faisant trois blessés dont un grave. Aroostook est constitué en municipalité le 9 novembre 1966. Lors de l'élection triennale du 8 mai 1989, il n'y a pas de candidat au poste de maire forçant ainsi la tenue d'une élection partielle.

## Démographie
(juillet 2016).
Le village comptait 346 habitants en 2006, soit une baisse de 8,9 % en 5 ans. Il y avait alors en tout 145 ménages dont 110 familles. Les ménages comptaient en moyenne 2,4 personnes tandis que les familles comptaient en moyenne 2,8 personnes. Les ménages étaient composés de couples avec enfants dans 17,2 % des cas, de couples sans enfants dans 31,0 % des cas et de personnes seules dans 24,1 % des cas alors que 24,1 % des ménages entraient dans la catégorie autres (familles monoparentales, colocataires, etc.). 54,5 % des familles comptaient un couple marié, 9,1 % comptaient un couple en union libre et 31,8 % étaient monoparentale. Dans ces dernières, une femme était le parent dans 71,4 % des cas. L'âge médian était de 39,2 ans, comparativement à 41,5 ans pour la province. 78,3 % de la population était âgée de plus de 15 ans, comparativement à 83,8 % pour la province. Les femmes représentaient 50,0 % de la population, comparativement à 51,3 % pour la province. Chez les plus de 15 ans, 27,8 % étaient célibataires, 48,1 % étaient mariés, 1,9 % étaient séparés, 13,0 % étaient divorcés et 9,3 % étaient veufs. De plus, 11,1 % vivaient en union libre.
| 1871 | 1898 | 1981 | 1986 | 1991 | 1996 | 2001 | 2006 |
| ---- | ---- | ---- | ---- | ---- | ---- | ---- | ---- |
| 400  | 80   | 403  | 403  | 409  | 397  | 380  | 346  |

| 2011 | 2016 | - | - | - | - | - | - |
| ---- | ---- | - | - | - | - | - | - |
| 351  | 306  | - | - | - | - | - | - |

## Administration
(juillet 2016).

### Conseil municipal
Le conseil municipal est formé d'un maire et de trois conseillers. Tous le conseil précédent est élu par acclamation lors de l'élection du 12 mai 2008. Le conseil municipal actuel est élu lors de l'élection quadriennale du 10 mai 2016.
Conseil municipal actuel
| Mandat      | Fonctions   | Nom(s)                                                  |
| ----------- | ----------- | ------------------------------------------------------- |
| 2012 - 2016 | Maire       | Marven C. Demmings                                      |
| 2012 - 2016 | Conseillers | Tina L. Lockhart, Eileen P. McLaughlin et Lynn A. Dunn. |

Anciens conseils municipaux
| Mandat      | Fonctions   | Nom(s)                                                  |
| ----------- | ----------- | ------------------------------------------------------- |
| 2008 - 2012 | Maire       | Marven C. Demmings                                      |
| 2008 - 2012 | Conseillers | Tina L. Lockhart, Eileen P. McLaughlin et Lynn A. Dunn. |

|  | Indépendant | 1995-1998     | Randy McNally      |
|  | Indépendant | 1998-2001     | Donna Pelkey       |
|  | Indépendant | 2001-2008     | Lois M. Demmings   |
|  | Indépendant | 2008-en cours | Marven C. Demmings |

### Commission de services régionaux
Aroostook fait partie de la Région 12, une commission de services régionaux (CSR) devant commencer officiellement ses activités le 1er janvier 2013. Aroostook est représenté au conseil par son maire. Les services obligatoirement offerts par les CSR sont l'aménagement régional, la gestion des déchets solides, la planification des mesures d'urgence ainsi que la collaboration en matière de services de police, la planification et le partage des coûts des infrastructures régionales de sport, de loisirs et de culture; d'autres services pourraient s'ajouter à cette liste.

### Représentation et tendances politiques
Aroostook est membre de l'Union des municipalités du Nouveau-Brunswick.
 Nouveau-Brunswick : Aroostook fait partie de la circonscription provinciale de Victoria-Tobique, qui est représentée à l'Assemblée législative du Nouveau-Brunswick par Wes McLean, du Parti progressiste-conservateur. Il fut élu en 2010.
 Canada : Aroostook fait partie de la circonscription électorale fédérale de Tobique—Mactaquac, qui est représentée à la Chambre des communes du Canada par Michael Allen, du Parti conservateur. Il fut élu lors de la 39e élection générale, en 2006, et réélu en 2008.

## Économie
Entreprise Grand-Sault, membre du Réseau Entreprise, a la responsabilité du développement économique.

## Vivre à Aroostook

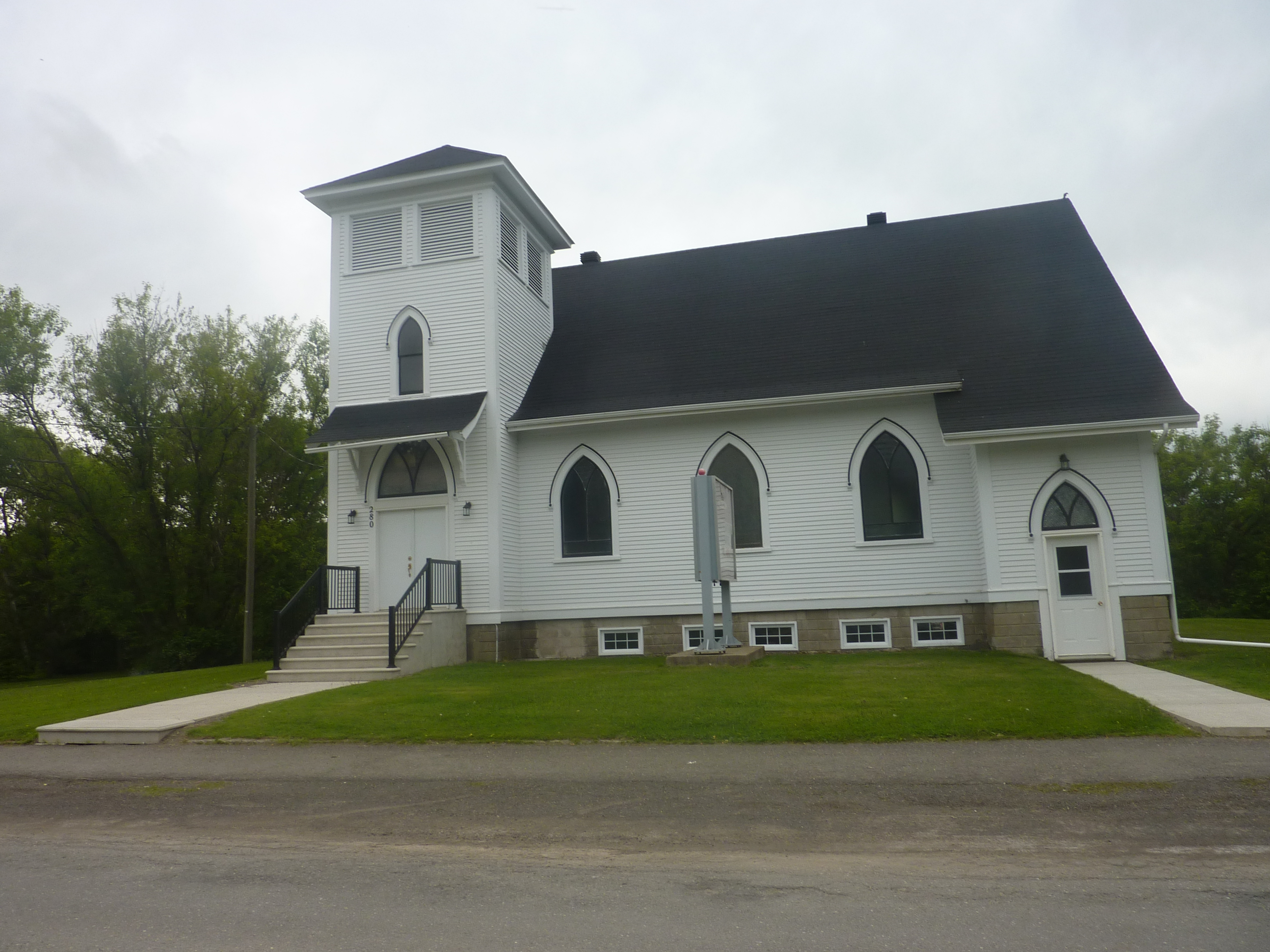
L'église baptiste.

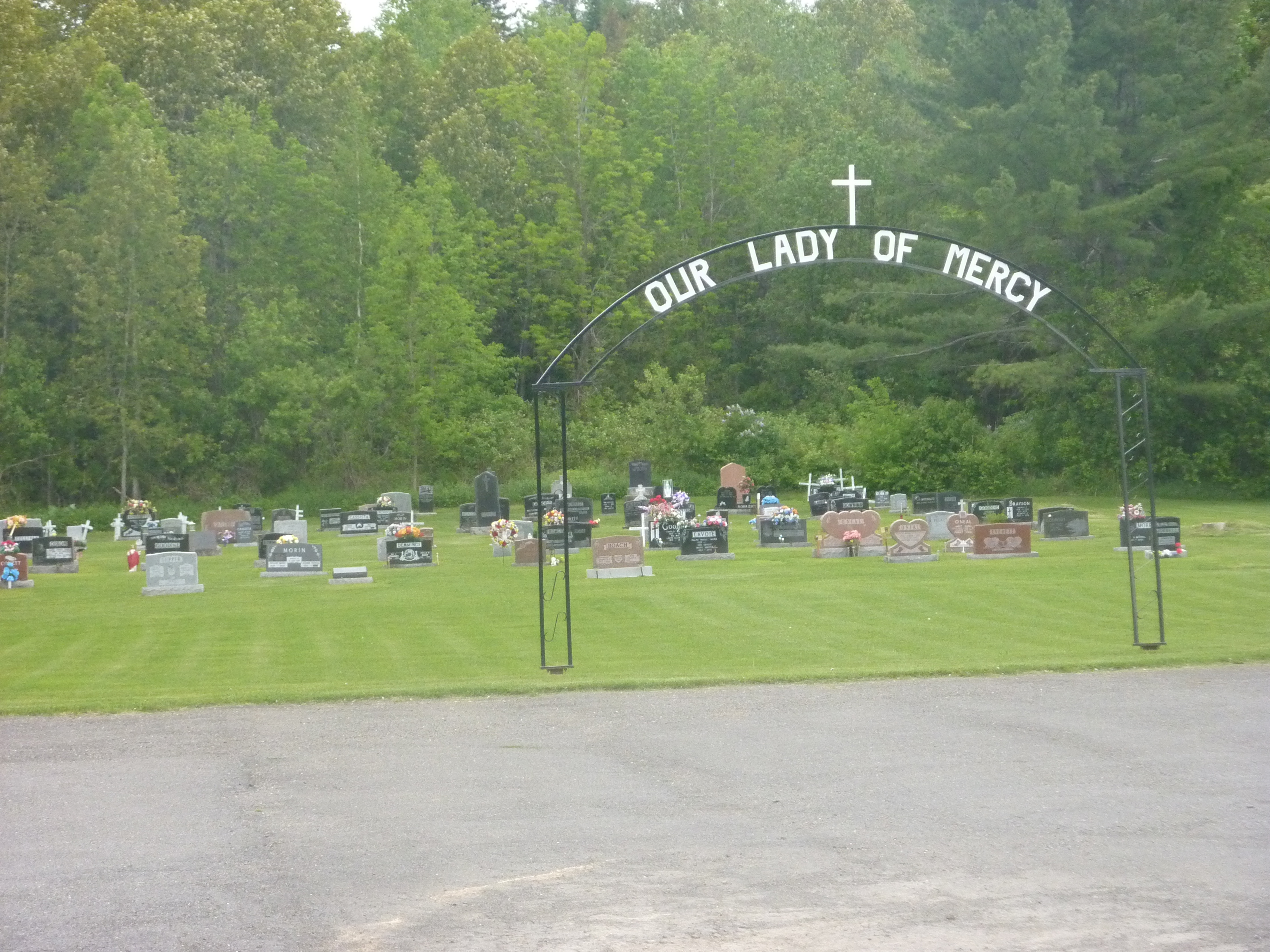
Le cimetière catholique.

Aroostook possède une caserne de pompiers. Le bureau de poste et le détachement de la Gendarmerie royale du Canada le plus proche est à Perth-Andover.
Le village est traversé par le Sentier international des Appalaches.
L'église Our Lady of Mercy est une église catholique romaine faisant partie du diocèse d'Edmundston.
Les anglophones bénéficient des quotidiens Telegraph-Journal, publié à Saint-Jean, et The Daily Gleaner, publié à Fredericton. Ils ont aussi accès à l'hebdomadaire Victoria Star, publié à Grand-Sault. Les francophones ont accès par abonnement au quotidien L'Acadie nouvelle, publié à Caraquet, ainsi qu'à l'hebdomadaire L'Étoile, de Dieppe.

## Culture

### Langues
Selon la Loi sur les langues officielles, Aroostook est officiellement anglophone puisque moins de 20 % de la population parle le français.

### Architecture et monuments
La gare d'Aroostook est une gare patrimoniale.